# Lista de condes e duques do Maine
O condado do Maine teve sua origem a partir de uma ramificação do condes de le Mans (século VIII), derivados dos pré-Robertianos. Deste período se conhece apenas dois condes mencionados: Roger e Hervê, que estariam ligados aos primeiros Robertianos. No início do século IX, surge com Rorgon I, filho de Gauslin I, a dinastia dos Rorgonidas que governará a região até 895, com Gauslino II. Após um período de contestação o governo do Maine passará para a mão dos Hugonidas.
A última linhagem que governará o Maine será a Casa de Bourbon com Luis Augusto de Bourbon, filho bastardo de Luis XIV e de Madame de Montespan, até 1736

## Primeiros condes
- Rogério, conde de le Mans, citado em 710 e em 724.
- Hervê, filho do anterior, conde de le Mans, citado em 748.

O Maine e le Mans não aparecem mais em nenhum documento ou carta, só voltando a ser mencionado com os Rorgonidas que são, provavelmente, os descendentes de Rogério e de Hervé.

## Primeira Casa do Maine (Rorgonidas)
- ???-820 : Gauslin I, pai de Rorgon I e Gausberto. Conde do Maine, sua existência é conhecida por uma única carta, assinada em março de 839 por seu filho Rorgon que nominou sua família como: Minha mãe Adeltrudis, meu pai Gauslinus e nosso irmão Gausbertus.
- 820-839 : Rorgon I († 839), conde do Maine, e de Rennes, filho de Gauslin I do Maine. Pai de Ebroino, bispo de Poitiers
- 839-849 : Gausberto († 849), conde do Maine, irmão do anterior.
- 849-865 : Rorgon II († 865), conde do Maine, filho de Rorgon I.
- 865-878 : Gausfrido († 878), conde do Maine, irmão do anterior, igualmente marquês da Nêustria.
- 878-885 : Reginaldo († 885)

Com a morte de Gausfrido, e como seu filho é muito jovem para sucedê-lo, o condado do Maine é dado a Reginaldo, um Rorgonida de uma linhagem mais nova e depois a é dado a Rogério do Maine, cuja esposa é uma carolíngia. O condado a seguirá em um Período de Contestação, que é o resultado da disputa entre as duas família: Os Rorgonidas e os Robertianos.

## Período de contestação
- 886-893 : Rogério († 900), conde do Maine, casou-se com Rothilde, filha de Carlos, o Calvo, viúva de Hugo de Bourges
- 893-895 : Gauslino II († 914), conde Rorgonida do Maine,  filho de Gausfrido. é o último representante de sua família como conde do Maine. O condado é confiscado pelo rei Carlos III, o Simple, em benefício de Roberto, o Forte, ancestral dos Capetianos.
- 895-900 : Rogério († 900), conde do Maine outra vez

## Segunda Casa do Maine (Hugonides)
- 900-950 : Hugo I († 940), conde do Maine, filho de Rogério, casou-se provavelmente com uma filha de Gauslino, pondo fim à disputa entre as duas famílias.
- 950-992 : Hugo II († 992), conde do Maine, filho de Hugo I
- 992-1015 : Hugo III († 1015), conde do Maine, filho do anterior
- 1015-1035 : Herberto I († 1035), conde do Maine, filho do anterior
- 1035-1051 : Hugo IV († 1051), conde do Maine, filho do anterior. casou-se com Berta, filha de Eudes II de Blois
- 1051-1062 : Herberto II († 1062), conde do Maine, filho do anterior

Sem filhos para descendê-lo, Herberto II designa em seu testamento a Guilherme, o Conquistador como seu sucessor, mas os senhores do Maine se revoltam e reivindicam seu tio para sucedê-lo.

## Disputas pela sucessão
- 1062-1063 : Valter I de Vexin, conde de Vexin e de Amiens, casou-se com Biota do Maine, filha de Herberto I. Guilherme o Conquistador afasta Valter e instala seu filho Roberto Courteheuse como conde.
- 1063-1069 : Roberto I Courteheuse, filho de Guilherme o Conquistador, casado em 1063 com Margarida do Maine († 1063), irmã de Herberto II, conde titular do Maine.

Em 1069, os senhores do Maine novamente se revoltam e colocam como conde a Hugo V, um outro descendente dos condes do Maine.
- 1069-1093 : Hugo V d'Este († 1097), filho de Azzo II d'Este e de Gersinda do Maine e neto de Herberto I; vende o condado a seu primo Elias de Beaugency em 1093, sucessor de Raul I de Beaugency.
- 1093-1110 : Elias I de Beaugency (morto em 1110), filho de Lancelin de Beaugency, senhor de La Flèche, e de Paula do Maine e também neto do conde Herberto I
- 1110-1126 : Ermengarda (1091-1126), filha do anterior, esposa de Fulco V de Anjou, rei de Jerusalém.

1110 – 1126 Guilherme II da Inglaterra

## Casa de Anjou
- 1109-1129 : Fulco I, o Jovem ou Fulco V de Anjou, conde de Anjou e, mais tarde, rei de Jerusalém (1095-1143). Filho de Fulco IV de Anjou e de sua segunda esposa Bertranda de Monforte. Fulco IV havia sido casado anteriormente com Hildegarda de Beaugency
- 1129-1151 : Godofredo I, o Belo ou Plantageneta (1113-1151)
- 1151-1151 : Elias II do Maine, irmão de Godofredo V, morreu no mesmo ano que o irmão, poucos meses depois.
- 1151-1156 : Henrique I, rei da Inglaterra em 1154, duque da Normandia, (1133 † 1189). Filho de Godofredo V
- 1156-1158 : Godofredo II  (1134 † 1158), irmão de Henrique I, governou Anjou e o Maine para seu irmão Henrique II, morreu sem deixar descendentes.
- 1158-1169 : Henrique I, recupera o condado após a morte de seu irmão.
- 1169-1183 : Henrique II (1155 † 1183), segundo filho de Henrique II Plantageneta, governou Anjou e o Maine após seu pai, morreu sem deixar descendentes.
- 1183-1199 : Ricardo I Coração de Leão (1157 † 1199), filho de  Henrique I, rei de Inglaterra em 1189.
- 1199-1204 : João I Sem Terra (1167 † 1219), quarto filho de  Henrique II, rei de Inglaterra em 1199 ; transferiu as possessões de Anjou, do Maine e daa Normandia para o rei da França Filipe Augusto em 1204.

## Primeira Casa Capetiana de Anjou

Brasão de Armas dos condes capetianos de Anjou

- João da França ou João Tristão (1219 - †1232), não governou, filho de Luis VIII, o Leão, investiu sobre Anjou e o Maine em 1226; morto sem descendência.
- 1246-1285 : Carlos I (1226 † 1285), igualmente rei da Sicília, a seguir rei de Nápoles, irmão do anterior
- 1285-1290 : Carlos II de Anjou (1254 † 1309), rei de Nápoles, filho do anterior ; em 1290, ele doa o Anjou e o Maine em dote à sua filha que desposara a Carlos III de Valois
- 1290-1299 : Margarida (1273 † 1299), filha do anterior, casada com Carlos III de Valois

## Casa de Valois
- 1290-1313 : Carlos III de Valois 1270 † 1325), filho de Filipe III, rei da França
- 1314-1328 : Filipe de Valois (1293-1350), filho dos anterior. Em 1328, Filipe de Valois tornou-se rei da França (Filipe VI) e anexou Anjou e o Maine à Coroa Francesa

## Segunda Casa Capetiana de Anjou

Brasão de Armas dos Reis da Sicília

Brasão de Armas dos duques de Anjou

- 1350-1384 : Luís I de Anjou (1339-1384), rei titular da Sicília e de Jerusalém, conde de Provença, filho de João II, o Bom, rei de França, e neto de Filipe VI de Valois
- em 1360, Anjou foi transformado em ducado.
- 1384-1417 : Luís II de Anjou (1377-1417), rei titular da Sicília e de Jerusalém, conde de Provença, filho do anterior
- 1417-1434 : Luís III de Anjou (1403-1434), rei titular da Sicília e de Jerusalém, conde de Provença, filho do anterior
- 1434-1472 : Carlos IV (1414-1472), irmão do anterior
- 1472-1481 : Carlos V (1436-1481), rei titular da Sicília e de Jerusalém, conde de Provença, filho do anterior
- Em 1481 o Maine é incorporado à França

## Dinastia de Guise
- ?-1611 : Carlos VI
- 1611 - 1621: Henrique III

## Casa de Bourbon
- 1670-1736 : Luis Augusto de Bourbon, filho bastardo de Luis XIV e de Madame de Montespan